# Лили (Tekken)
Лили́ (яп. リリ Рири), полное имя Эмили́ Де Рошфо́р (яп. エミリ・ド・ロシュフォール Эмири до Росюфо:ру) — героиня видеоигр серии Tekken от Bandai Namco. Вместе с Сергеем Драгуновым и Вторым Армор Кингом, одна из трёх персонажей, дебютировших в Tekken 5: Dark Resurrection.
Сюжетная линия Лили в серии Tekken обычно включает в себя упоминания о её отце и соперничество с Асукой Кадзамой. Её боевой стиль — уличный бой, смешанный с гимнастикой, и благодаря этому Лили является одним из самых быстрых персонажей в серии. Лили является самой молодой героиней, которая дебютировала в игре Tekken, наряду с Лин Сяоюй в Tekken 3.
Лили также фигурирует во франшизе Queen's Blade и широко используется для рекламы игр Tekken. Она получила хорошие оценки от критиков и поклонников серии.

## Дизайн персонажа
Лили — 16-летняя девушка из карликового государства Монако. Она является самым молодым героем серии (наряду с Лин Сяоюй). В Tekken 5: Dark Resurrection её наряд состоял из серого корсета и джинсов, с белыми кроссовками. Её второй, основной костюм состоит из короткого белого атласного платья с длинными рукавами в викторианском стиле и короткой кружевной юбки с высокими сапогами. Художник Ито Огурэ изобразил Лили в платье с корсетом и ботинки с открытым носком. В Tekken 5: Dark Resurrection можно изменить цвет её волос. В загружаемом контенте Tekken Tag Tournament 2 Лили носит довольно откровенный купальный костюм.

## Появление в играх

### СерияTekken
Лили — единственная дочь нефтяного магната. Она живёт в очень роскошном загородном особняке с отцом и дворецким Себастьяном. В возрасте 12 лет Лили пытались похитить, она яростно сопротивлялась, чтобы сбежать от похитителей, и неожиданно победила одного из них. Тогда она впервые поняла, что получает удовольствие от побед над своими противниками. Лили всё время старается угодить отцу, она знает, что он пацифист и презирает борьбу, так как он хочет чтобы его дочь была надлежащей леди, а не бандиткой. Из-за большого желания сражаться, она тайно пользуется частным самолетом её семьи, чтобы выезжать за границу для участия в турнирах по всему миру, под предлогом отдохнуть от своей родины. Однажды, после победы над противником в Сан-Франциско, она получает приглашение на турнир Короля Железного Кулака 5. Лили узнала, что у её отца возникают большие проблемы со спонсором турнира — Мисима Зайбацу. Предполагая, что Мисима Зайбацу может быть полезным потенциальным активом для её отца, она решает принять участие и выиграть в турнире, чтобы положить конец неприятностям в бизнесе своего отца.
Тем не менее, её мечты о победе в турнире были полностью разрушены Асукой Кадзамой. Кроме того, отец Лили увидел свою дочь в турнире, и запретил ей выходить из дома, что свело её шансы на матч-реванш с Асукой к нулю. Некоторое время спустя, Мисима Зайбацу захватило нефтяные месторождения её отца. Предприятия Рошфора пришли в упадок. Лили считает, что она в силах вернуть нефтяные месторождения отца, участвуя в турнирах. Пока она тщательно продумывала свои планы, Мисима Зайбацу объявила об открытии турнира «Король Железного Кулака 6». Лили приняла в нём участие, чтобы помочь своему несчастному отцу.
Также Лили появляется в Tekken Tag Tournament 2, где она впервые говорит на родном французском языке.
Она также появляется как играбельный персонаж в кроссовере Street Fighter X Tekken, вместе с Асукой.
Вне серии Tekken, Лили является играбельным персонажем в ролевой видеоигре Queen’s Gate: Spiral Chaos. Лили также появляется в качестве гостя и тренера героев в игре Digimon World Re: Digitize.

### Игровой процесс
Боевой стиль Лили является уличным боем. Другие приёмы взяты из гимнастики, такие как кульбиты, стойки на руках и сальто. Имея преимущества в скорости, атаки Лили очень сильны и причиняют большой ущерб, однако когда дело доходит до нижних атак, её преимущества превращаются в недостатки.

## В других медиа
Лили является одним из главных персонажей манги по Tekken наряду с Асукой Кадзама. В отличие от игры, в манге дворецким Лили является не Себастьян, а Лео. В манге, Лили присоединяется к Асуке в борьбе против Мисима Дзайбацу и его главы Дзина Кадзамы.
Лили является главным персонажем в серии книг Queen's Blade. Появляется как играбельный персонаж в ролевой игре Queen's Gate: Spiral Chaos.
Топ-модель в роли Лили появлялась в журнале Maxim. Также Лили сыграла Корисса Фурр в трейлере Tekken Tag Tournament 2, показанном на выставке Spike Video Game Awards в 2011 году, где она вместе с Асукой, Кадзуей Мисимой и Брайаном Фьюри дерутся друг с другом. Похожий трейлер демонстрировался на Comic-Con.
Лили также появлялась на обложке журнала Play’s Girls of Gaming Vol. 7 на пляже, в бикини. В рамках рекламной кампании в честь выхода Street Fighter X Tekken продавался постер с изображением Лили. В 2009 году две фигурки Лили были выпущены компанией Bandai и созданы Super Modelling Soul как часть линии фигурок по Tekken 6. В одной из них Лили изображается в своей позе из рендера из Tekken 6. В 2011 году Hobby Japan выпустила ещё одну фигурку с Лили, основанную на её появлении в Queen’s Gate. В 2013 год ожидается выпуск компанией Kotobukiya ещё одной фигурки Лили в честь выхода Tekken Tag Tournament 2, её новая фигурка основана на иллюстрации Сюня Ямаситы..
Также Лили упоминается в фильме Tekken: Blood Vengeance, когда Анна Уильямс открывает файл, содержащий досье на различных лиц, представляющих интерес для Корпорации G.
Помимо этого, Лили появляется вместе со своим дворецким Себастьяном в игре Digimon World Re:Digitize и версии этой же игры для Nintendo 3DS — Decode. Первоначально её дигимон-партнёр — Нумэмон, с которым она хочет показать свою силу игроку, но проигрывает. Через какое-то время она снова бросает игроку вызов со своим дворецким, но проигрывает, после чего её партнёр превращается в Лилитмон — дигимона Абсолютного уровня, красивую женщину, символизирующую один из 7 смертных грехов — похоть — и являющуюся одной из Семи Демонических Лордов. Шокированный подобным, Себастьян и его партнёр Серафимон вместе с игроком сражаются против Лили и Лилитмон, в конце концов побеждая их. После этого пара исчезает из игры, передав перед этим своим данные игроку и сделав доступным для его партнёра-дигимона эволюции в Серафимона и Лилитмон.

## Восприятие
Первоначальный прием её дебют в Tekken: Dark Resurrection был в основном благоприятный, в частности, её хвалят за её меньший репертуар атак по сравнению с другими персонажами в серии, IGN назвал её «смертельной Лолитой — зорким воином, полагающимся на скорость». На 1UP.com Её также называют одним из лучших новых персонажей Tekken. В обзоре критик из GameZone указал, что Лили имеет жёсткие движения, по сравнению с другими женщинами из Tekken, но всё же они отметили её как приличного персонажа. GameSpot, комментируя демо-версию Tekken 6, назвалил Лили великолепной, особенно из-за её волос и одежды. GamesRadar назвали Лили «девушкой с детским лицом, которая одевается, как поп-звезда». PALGN похвалили Лили в Tekken 5: DR, сказав, что она хорошо вписывается в игру. NowGamer похвалили Лили за её внешний вид «цветочной девчушки» и её «легкую походку и боевой стиль», и что «она понравится каждому человеку». Computer and Video Games называли Лили «привлекательной» и «классической роковой женщиной» Tekken, ссылаясь на её внешность и её боевой стиль, а также на её выбор в одежде и «очень красивое лицо».
В 2009 году TeamXbox включили Лили в число 11 горячих персонажей во вселенной Xbox, отметив, что её уверенность в себе делает её привлекательной и «её грациозные движения только подчеркивают её физическую красоту, также как и её одежда». В 2012 году она была включена в качестве одного из самых «смешных» персонажей Tekken на Game Informer, сказав, что «вычурное белое платье, розовый шарф и сапоги на высоком каблуке точно не делают её криком „Короля Железного Кулака“». В официальном опросе Namco, Лили в настоящее время является вторым наиболее ожидаемым персонажем из Tekken в Tekken X Street Fighter. Она набрала около 16,56 % голосов.